# Nie wypada
Nie wypada – szósty singel polskiej influencerki Wersow z jej debiutanckiego albumu studyjnego, zatytułowanego Wersow Store. Singel został wydany 5 grudnia 2023.
Oryginalny teledysk do utworu zdobył ponad 5,5 mln wyświetleń na platformie YouTube. Natomiast w serwisie Spotify, utwór osiągnął ponad 6,5 mln przesłuchań.

## Geneza utworu i historia powstania
Utwór napisali Weronika Sowa, Carla Fernandes, Maria Dzięcielak, Frank Bo i Patryk Kumór. Za kompozycję piosenki odpowiedzialni byli Carla Fernandes, Dominic Buczkowski-Wojtaszek, Marissa oraz Piotr Zborowski. Utwór wyprodukowała grupa Hotel Torino, odpowiedzialna również za miksowanie oraz mastering piosenki. 
Influencerka o singlu:

„Nie Wypada” to utwór, który przedstawia moje zagubienie podczas czytania różnych komentarzy sugerujących to jaka powinnam być, jak powinnam wyglądać, jak powinnam się zachowywać czy nawet ubierać. Chciałabym, aby każdy kto posłucha tego utworu był świadomy, że wszystkie słowa wypowiedziane lub pozostawione w internecie mają realny wpływ na innych ludzi. Akceptujmy się wzajemnie niezależnie od poglądów czy wszelakich przekonań.

Singel ukazał się w formacie digital download 5 grudnia 2023 w Polsce, za pośrednictwem wytwórni płytowej DB4 Management w dystrybucji Warner Music Poland. Piosenka została umieszczona na debiutanckim albumie studyjnym Wersow – Wersow Store.

## Teledysk
Do utworu powstał teledysk w reżyserii Weroniki Sowy oraz Mikołaja Matyjaska, który udostępniono za pośrednictwem platformy YouTube w dzień wydania singla.

## Lista utworów
- Digital download[8]

1. „Nie wypada” – 2:12

## Notowania
Pozycje na tygodniowych listach sprzedaży
| Kraj   | Lista                    | Pozycja |
| ------ | ------------------------ | ------- |
| Polska | OLiS – single w streamie | 75      |